# Paul Budry
Paul Budry (* 29. Juni 1883 in Cully, Kanton Waadt; † 6. Mai 1949 in Lens VS) war ein Schweizer Schriftsteller und Kunstkritiker.

## Leben
Paul Budry wuchs als Sohn des Pfarrers und Kirchenlieddichters Edmond-Louis Budry (1854–1932) in Vevey auf. In Lausanne besuchte er das Gymnasium, an der Universität Lausanne studierte er Theologie und Kunstgeschichte. Er unterrichtete in Vevey und an der Handelsschule in Lausanne.
1913 organisierte er in Lausanne die erste Ausstellung kubistischer Maler. Er verfasste zahlreiche Artikel und Monografien über zeitgenössische Künstler in Zeitungen und Zeitschriften, dazu auch satirische Texte. 1934 wurde er Direktor der Schweizerischen Verkehrszentrale in Lausanne.
1944 gründete er mit Edmond Gilliard und Daniel Simond den Schriftstellerverein Association vaudoise des écrivains (AVE), dessen erster Präsident er war.
Sein Grab befindet sich auf dem Friedhof von Saint-Saphorin. 1961 wurde ein Literaturpreis nach ihm benannt.

## Auszeichnungen
- 1929: Prix Rambert

## Werke
- Le peintre Félix Vallotton, Genf 1917
- La jeune peinture romande présentée aux Zuricois, Lausanne 1918
- Pinget dans la cage aux lions et autres histoires pour dérider ces Vaudois, Lausanne 1925
- Guerres de Bourgogne, Lausanne 1926
- Le Hardi chez les vaudois, Neuenburg 1928
- Trois Hommes dans une Talbot. Avec Henry Bischoff et C.-F. Ramuz à la recherche de la France, Lausanne 1928
- Scènes de la Révolution française, Lausanne 1929
- François Louis Bocion, Le peintre du Léman, Lausanne 1930
- (Hrsg.:) La Suisse qui chante, Lausanne 1932
  - Die Schweiz die singt. Illustrierte Geschichte des Volksliedes, der Chorgesanges und der Festspiele in der Schweiz. Rentsch, Erlenbach 1933
- Abraham Hermanjat. Tableaux choisies précédés d’un essai sur le peintre et son Oeuvre, Lausanne 1932
- Charles Clément, Paris 1933
- La croisière en Hellade, Genf 1935
- Edmond Bille, Lausanne 1935
- Le chemin de Zermatt (mit Werner Kaempfen), Lausanne 1941
  - Kleines Zermatter Brevier, Lausanne 1941
- Ces messieurs au café, Lausanne 1947
- Histoires (Œuvres incomplètes), Neuenburg 1949
- Le Léman. Brochure touristique, Lausanne 1950
- Des peintres vaudois du demi-siècle, Lausanne 1959
- La Suisse de Paul Budry. Textes réunis et présentés par Georges Duplain, Lausanne 1983
- Œuvres, 4 Bände, Lausanne 2000ff